# 熊本市立五福小学校
熊本市立五福小学校（くまもとしりつ ごふくしょうがっこう）は、熊本県熊本市中央区細工町にある公立小学校。

## 沿革
- 1872年（明治5年） - 西唐小学校、西阿小学校開校
- 1875年（明治8年） - 両校を統合し五福小学校に改称
- 1887年（明治20年） - 熊本区尋常五福小学校に改称
- 1890年（明治23年） - 熊本市尋常五福小学校に改称
- 1896年（明治29年） - 付属幼稚園設置
- 1900年（明治33年） - 付属幼稚園が五福幼稚園として独立
- 1906年（明治39年） - 熊本市五福尋常高等小学校に改称
- 1908年（明治41年） - 熊本市五福尋常小学校に改称
- 1941年（昭和16年） - 熊本市五福国民学校に改称
- 1947年（昭和22年） - 熊本市立五福小学校に改称
- 2022年12月13日（令和4年） - Appleの最高経営責任者・ティム・クックが訪問

## 委員会
計画委員、放送音楽委員、体育委員、生活委員、保健委員、給食委員、緑・環境委員、図書委員、等の委員会がある。

## クラブ活動
屋内スポーツクラブ、屋外スポーツクラブや、テーブルゲーム・百人一首クラブ、パソコンクラブ、イラストクラブ、国際クラブ等がある。
また、2014年度からは、将棋クラブと、模型クラブの２つのクラブが追加された。なお、2013年度まで、テーブルゲーム・百人一首クラブで、将棋をしていた。

## 部活動
- バドミントン部
- 総合体育部（主な活動は、サッカー）
- 器楽部
- 合唱隊

## 特徴

### 服装
制服が指定されている。なお、女子の冬服はセーラー服である。

### Apple distinguished school
2018年からiPadを活用した授業を行っており、2022年10月にはAppleから日本の公立小学校としては唯一「Apple Distinguished School」の認定を受けた。同年12月には同社の最高経営責任者（CEO）であるティム・クックが来校し、本校の授業を視察した。